# Kato Works
Kato, Eigenschreibweise im lateinischen Schriftsystem KATO WORKS CO. LTD., ist ein japanisches Großunternehmen, das heute vor allem Mobilkräne herstellt.

## Geschichte

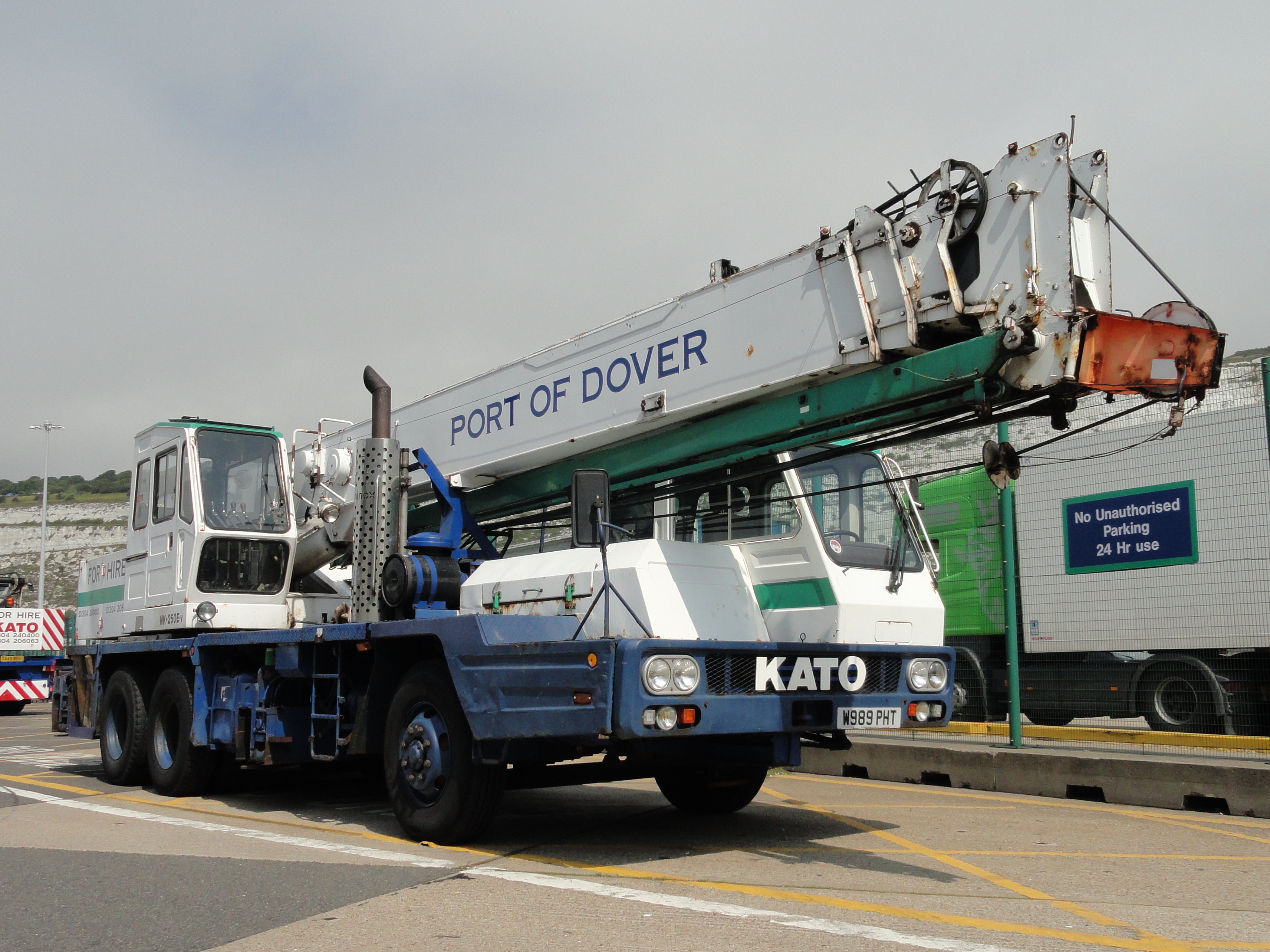
KATO NK250-Mobilkran im Hafen von Dover (2010)

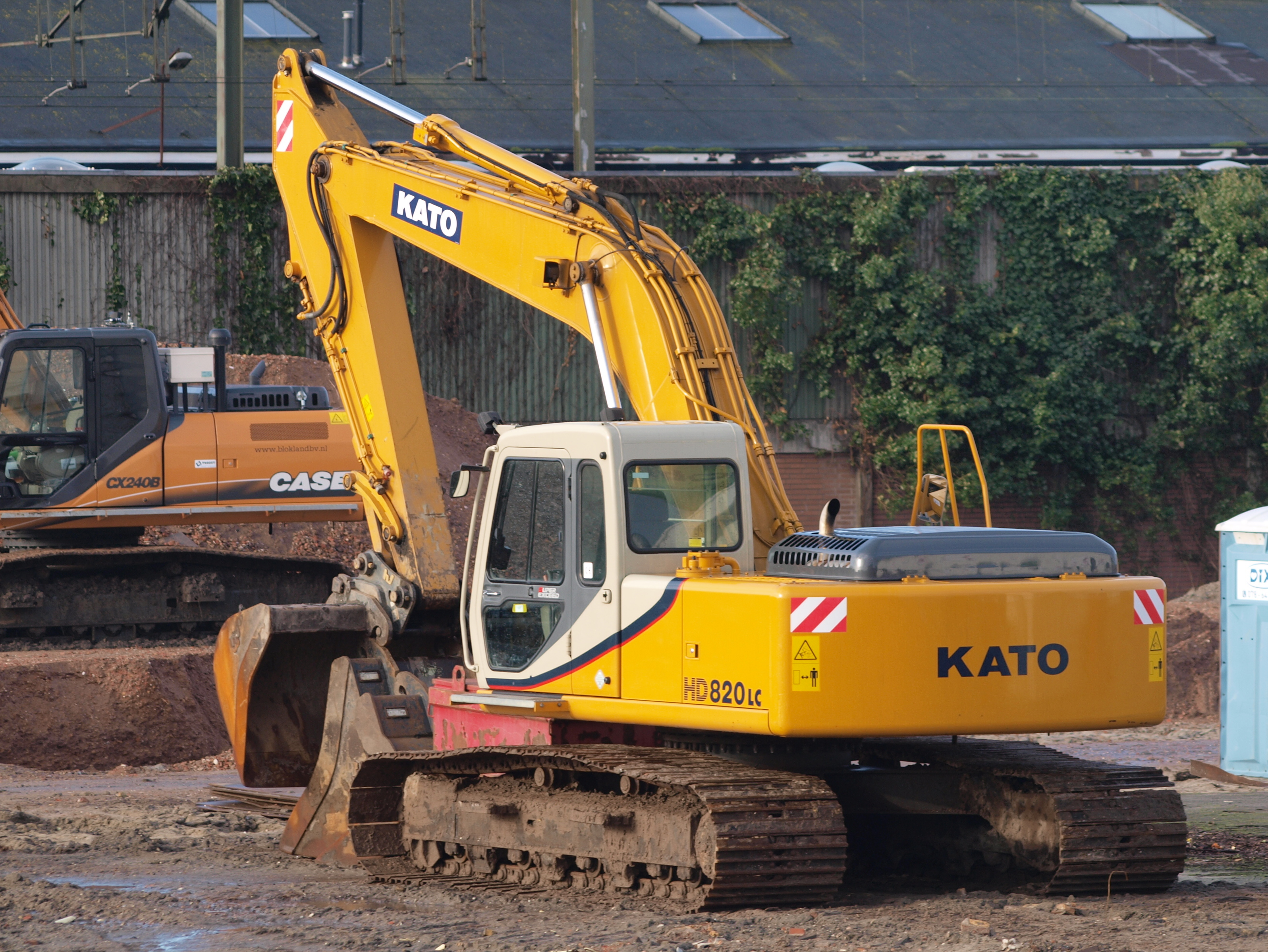
Mobilbagger KATO HD 8201 lc in Delft, Niederlande (2010)

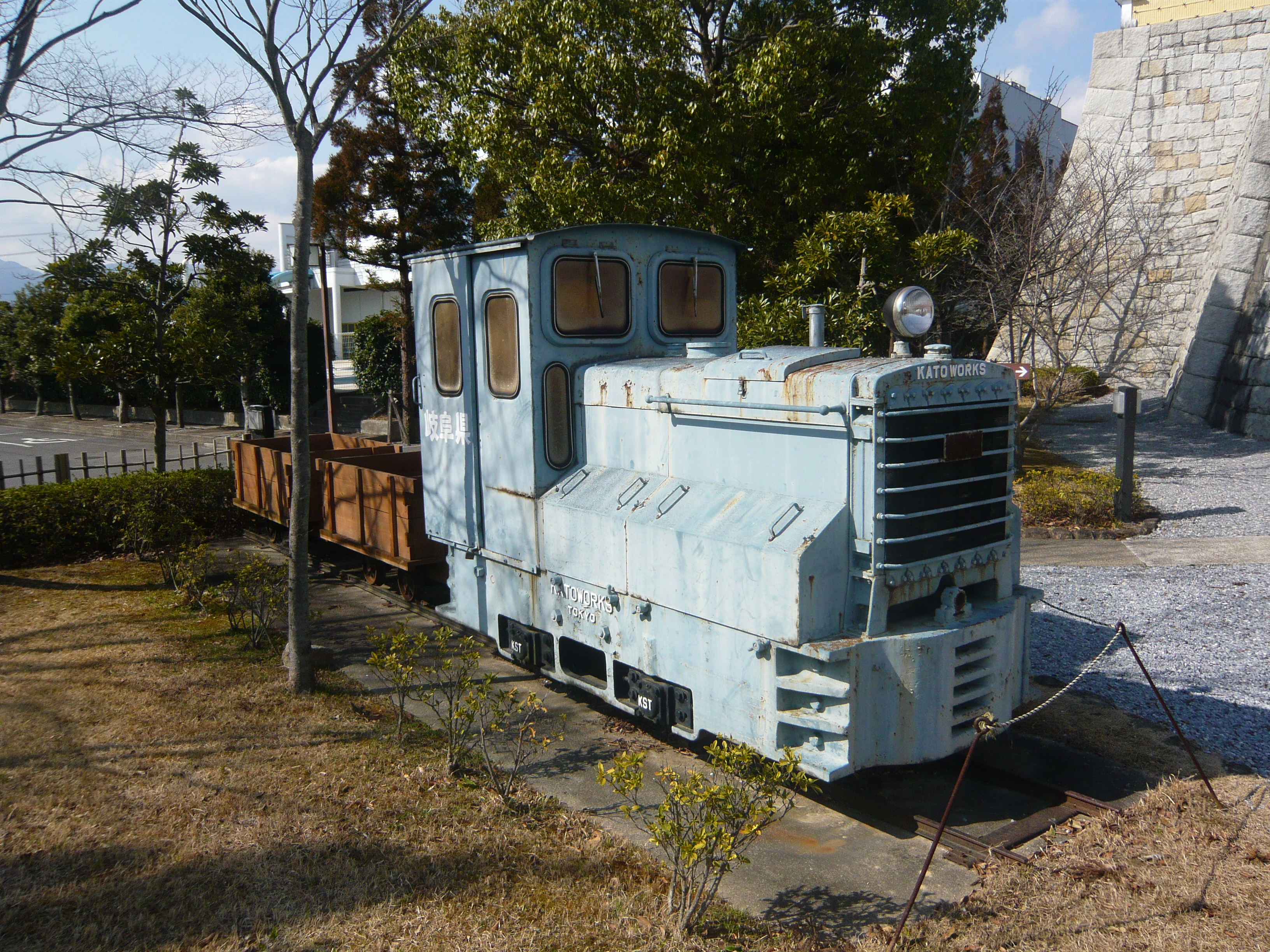
KATO-Schmalspur-Diesellokomotive im Museum von Kaizu (2008)

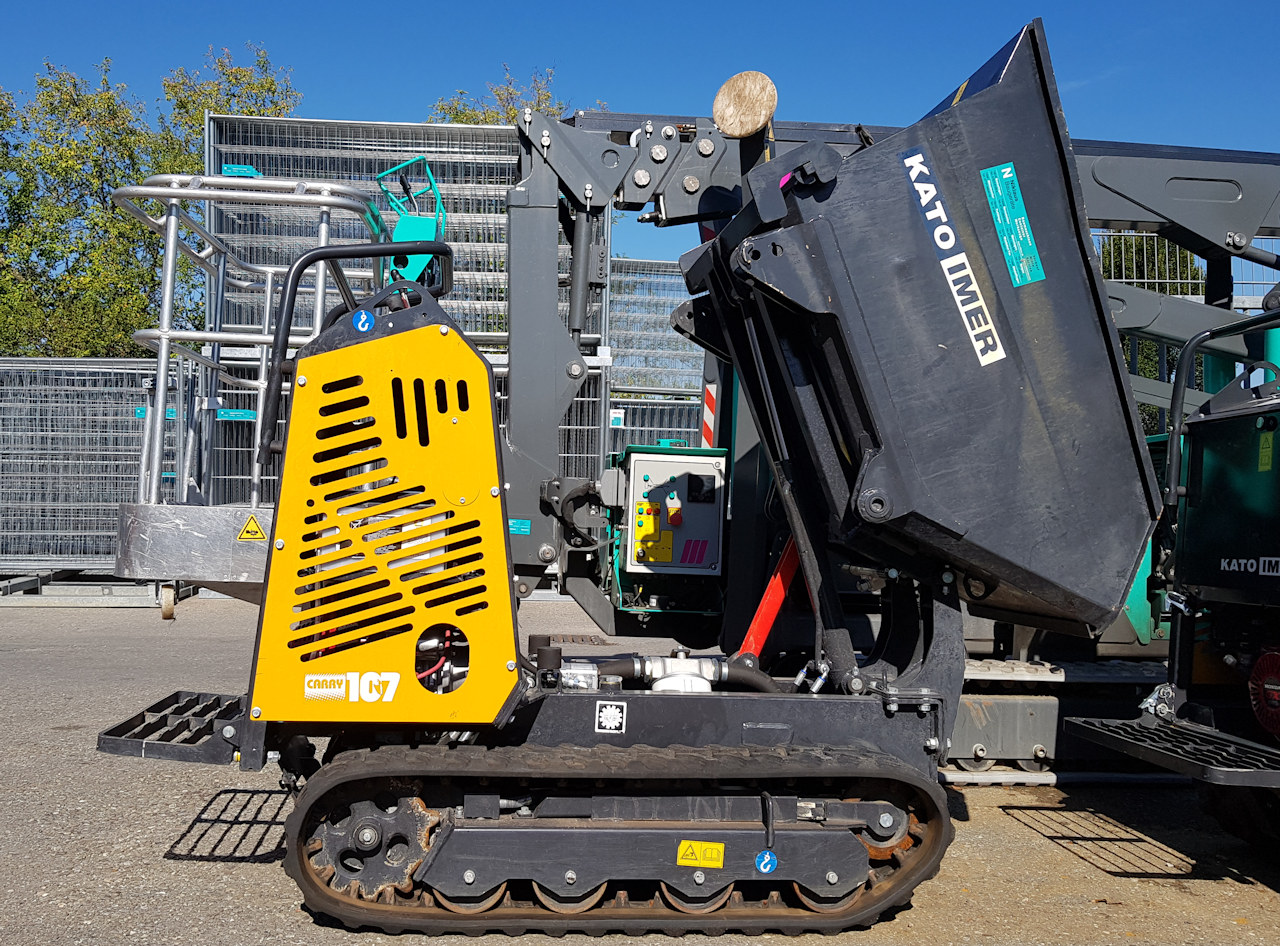
KATO Raupendumper mit gekippter Mulde

Das Unternehmen wurde 1895 in Sinagawa, Tokio in Japan als „Kato Eisenwerke“ gegründet. Es widmete sich zunächst dem Eisenbahnbau, was sowohl Lokomotiven und Waggons wie auch Schienen umfasste.
In den 1930er-Jahren kam es zu einer Umstrukturierung des Betriebes, ab 1938 baute die Kato Traktoren und Baumaschinen, insbesondere Straßenwalzen.
Im November 2016 erwirbt das Unternehmen die Sparte Baufahrzeuge und Baumaschinen des japanischen Mischkonzern IHI.
Heute ist das Unternehmen Hersteller von Baggern, Mobilkränen und anderen Baumaschinen.

## Traktoren

### Kato 70
Der Kato 70 ist ein Raupenschlepper, der auch von den japanischen Streitkräften im Zweiten Weltkrieg eingesetzt wurde. Anhand der überlieferten Fotos macht das Fahrzeug den Eindruck, als ob es eine Kopie des Caterpillar 5ton Raupenschleppers sei. Das Fahrwerk bestand – wie beim Vorbild – aus hinten liegender Antriebs- und vorn liegender Führungsrolle und hatte sechs Lauf- und vier Stützrollen. Der Vierzylinder-Ottomotor hatte eine Bohrung von 121 mm und einen Hub von 152 mm, woraus sich ein Hubraum von 6994 cm³ errechnet. In allen diesen Punkten entsprach der Kato 70 genau dem Raupenschlepper Caterpillar 5-Ton, der von Holt bzw. Caterpillar von 1919 bis 1928 gebaut worden war. Die Motorleistung betrug 70 PS.

### Kato K3
Der Kato K3 hatte den gleichen Motor wie der Kato 70, dessen Leistung jedoch auf 60 PS gedrosselt war. Er war ein Radtraktor mit hinterer Antriebsachse. Die Hinterräder – doppelt bereift – hatten die Reifengröße 40 × 10, die gelenkten Vorderräder die Reifengröße 29 × 5 Zoll. Der Radstand betrug 2286 mm, die Breite 1880 mm, die Hohe 1525 mm. Die Bodenfreiheit lag bei 200 mm, die Spur (vorn) bei 1600 mm. Alle Räder hatten Vollgummireifen. Das Fahrzeug, ursprünglich wohl vor allem für den zivilen Gebrauch als Acker- und Straßenschlepper entworfen, diente auch beim Militär.